# Pycnonotus simplex
El bulbul ojiblanco (Pycnonotus simplex) es una especie de ave paseriforme de la familia Pycnonotidae propia del sudeste asiático. Se encuentra en la península malaya, Sumatra, Borneo, Java, Bali e islas menores aledañas.

## Subespecies
Se reconocen las siguientes subespecies:
- Pycnonotus simplex simplex
- Pycnonotus simplex prillwitzi
- Pycnonotus simplex perplexus
- Pycnonotus simplex oblitus
- Pycnonotus simplex halizonus